# Лежневское городское поселение
Лежневское городско́е поселе́ние — муниципальное образование в Лежневском районе Ивановской области Российской Федерации.
Административный центр — пгт Лежнево.

## История
Статус и границы городского поселения установлены Законом Ивановской области от 25 февраля 2005 года № 44-ОЗ «О городском и сельских поселениях в Лежневском муниципальном районе»

## Население
| 2002  | 2010  | 2011  | 2012  | 2013  | 2014  | 2015  |
| ----- | ----- | ----- | ----- | ----- | ----- | ----- |
| 8314  | ↘8034 | ↘8028 | ↘7985 | ↘7965 | ↘7937 | ↘7907 |
| 2016  | 2017  | 2018  | 2019  | 2020  | 2021  |       |
| ↘7847 | ↘7837 | ↘7831 | ↘7684 | ↘7635 | ↘7297 |       |

## Состав городского поселения
| № | Населённый пункт | Тип населённого пункта      | Население |
| - | ---------------- | --------------------------- | --------- |
| 1 | Лежнево          | пгт, административный центр | ↘7297     |